# Łumbie
Łumbie (lit. Lumbiai) – wieś w Polsce położona w województwie podlaskim, w powiecie sejneńskim, w gminie Sejny.
| SIMC    | Nazwa        | Rodzaj    |
| ------- | ------------ | --------- |
| 1011833 | Bierżynie    | część wsi |
| 1011900 | Iwaniszki    | część wsi |
| 1012011 | Osada-Łumbie | część wsi |

## Historia
Łumbie to dawna wieś szlachecka, która w końcu XVIII wieku położona była w powiecie grodzieńskim województwa trockiego Wielkiego Księstwa Litewskiego.
Według Pierwszego Powszechnego Spisu Ludności z 1921 roku wieś Łumbie liczyła 24 domy i 144 mieszkańców (77 kobiet i 67 mężczyzn). Wszyscy mieszkańcy miejscowości zadeklarowali wówczas wyznanie rzymskokatolickie. Jednocześnie większość mieszkańców wsi podała narodowość litewską (104 osoby), reszta podała narodowość polską (40 osób). W okresie dwudziestolecia międzywojennego Łumbie znajdowały się w gminie Krasnopol.
W latach 1975–1998 miejscowość administracyjnie należała do województwa suwalskiego.

## Zabytki
Do rejestru zabytków Narodowego Instytutu Dziedzictwa wpisane są następujące obiekty:
- zespół dworski, koniec XIX w.:
  - dwór, obecnie szkoła (nr rej.: 323 z 22.02.1983)
  - park (nr rej.: 604 z 12.11.1988)
- zagroda nr 1, początek XX w. (nr rej.: 186 z 31.07.1981):
  - dom drewniany
  - chlew drewniany
  - stodoła drewniana
  - spichrz drewniany